# Носач Павло Варламович
Павло Варламович Носач (нар. 22 вересня 1890, с. Бовкун, Таращанського повіту на Київщині — пом. 20 жовтня 1966, Київ) — кобзар, композитор, бандурист, автор пісень.
За часів першої світової війни втратив зір. У 1928 році навчався грати у О. Маркевича. Учасник першої наради кобзарів (1939). Славу Павлу Носачу принесли такі композиції:
- Ой, у місті Петрограді
- Зібрав Щорс загін завзятих (1936, вперше надрукована в журналі «Український фольклор», 1938, кн. II)
- Цвіте сам-виноград
- Ой, плакала Україна
- Ой, дівчино моя
- Ой, на горі, на горі загурчали
- Ой, як рано, рано
- Очистили ми Україну від бруду
- Ой, посіяли дівчина
- Туман яром, туман яром
- То не дуби зашуміли
- Ой, зачули курочки
- Не журися, моя мамо
- Вітер хмару розганяв
- Спи, Тарасе
- Гей, злітаются орли
- Пливе хмара
- Дума про Шевченка.